# Nachal Kamrir
Nachal Kamrir (hebrejsky נחל כמריר) je vádí v jižním Izraeli, na severovýchodním okraji Negevské pouště.
Začíná přes 15 kilometrů severovýchodně od města Dimona a cca 10 kilometrů jihozápadně od města Arad v nadmořské výšce necelých 500 metrů severně od vrchoviny Giv'ot Masach. Severně a západně odtud leží krajina s rozptýleným beduínským osídlením, které ale jihovýchodně odtud rychle ustupuje prakticky neosídlené pouštní krajině. Vádí směřuje k jihovýchodu a postupně se zařezává do okolního terénu. Od severovýchodu sem ústí vádí Nachal Rova. Na úpatí hory Har Kamrir ústí zleva do vádí Nachal Chemar, které patří do povodí Mrtvého moře.